# Itylos plumbea
Itylos plumbea är en fjärilsart som beskrevs av Butler 1881. Itylos plumbea ingår i släktet Itylos och familjen juvelvingar. Inga underarter finns listade i Catalogue of Life.